# 1984 na ciência

## Eventos
- 24 de janeiro - Apple Inc. lançou o computador Macintosh, que viria a revolucionar a história da computação.
- 22 de março - Descoberta do Asteroide 5668 Foucault por Antonín Mrkos.
- 25 de julho - Missão Salyut 7, em que a cosmonauta Svetlana Savitskaya torna-se na primeira mulher a fazer um passeio no espaço.
- 7 de outubro - Nascido o primeiro bebê de proveta brasileiro.
- Síntese do elemento químico Hássio[1]
- A Lagoa da Fajã de Santo Cristo é classificada como Reserva Natural, pelo Governo Regional dos Açores.

## Nascimentos
| Data          | Nome           | Profissão               | Nacionalidade  | Observações | Ref |
| ------------- | -------------- | ----------------------- | -------------- | ----------- | --- |
| 11 de janeiro | Matt Mullenweg | cientista de computação | Estados Unidos |             |     |

## Mortes
| Data            | Nome                      | Profissão                             | Nacionalidade                         | Observações                                                                                | Ref                      |
| --------------- | ------------------------- | ------------------------------------- | ------------------------------------- | ------------------------------------------------------------------------------------------ | ------------------------ |
| 7 de janeiro    | Alfred Kastler            | físico                                | França                                | n. 1902 Nobel da Física 1966                                                               | [ 2 ]                    |
| 11 de janeiro   | Erik Stensiö              | paleontólogo                          | Suécia                                | n. 1981 Medalha Wollaston 1953 Medalha Linneana 1957 Medalha Darwin-Wallace 1958           | [ 3 ]                    |
| 20 de fevereiro | Giuseppe Colombo          | cientista, matemático e engenheiro    | Itália                                | n. 1920                                                                                    |                          |
| 22 de fevereiro | Max Newman                | matemático e criptólogo               | Reino Unido                           | n. 1897                                                                                    |                          |
| 3 de março      | John Adams                | físico e administrador                | Reino Unido                           | n. 1920                                                                                    |                          |
| 8 de abril      | Pyotr Leonidovich Kapitsa | físico                                | União Soviética                       | n. 1894 Nobel da Física 1978 Medalha de Ouro Lomonossov 1959                               | [ 2 ] [ 4 ]              |
| 15 de abril     | Grete Hermann             | filósofa e matemática                 | Alemanha                              | n. 1904                                                                                    |                          |
| 13 de maio      | Stanislaw Ulam            | matemático                            | Polónia                               | n. 1909                                                                                    |                          |
| 25 de junho     | Oleg Kerensky             | engenheiro civil                      | Império Russo                         | n. 1905 Medalha de Ouro do IStructE 1977                                                   | [ 5 ]                    |
| 26 de junho     | Michel Foucault           | filósofo                              | França                                | n. 1926                                                                                    |                          |
| 26 de julho     | George Gallup             | estatístico                           | Estados Unidos                        | n. 1901                                                                                    |                          |
| 4 de setembro   | Ernst Stueckelberg        | matemático e físico                   | Suíça                                 | n. 1905 Medalha Max Planck 1976                                                            | [ 6 ]                    |
| 14 de outubro   | Martin Ryle               | físico e astrofísico                  | Reino Unido                           | n. 1918 Nobel da Física 1974 Medalha Bruce 1974 Medalha Hughes 1954 Medalha Real 1973      | [ 2 ] [ 7 ] [ 8 ] [ 9 ]  |
| 20 de outubro   | Paul Adrien Maurice Dirac | físico e matemático                   | Reino Unido da Grã-Bretanha e Irlanda | n. 1902 Nobel da Física 1933 Medalha Copley 1952 Medalha Max Planck 1952 Medalha Real 1939 | [ 2 ] [ 10 ] [ 6 ] [ 9 ] |
| 26 de outubro   | Mark Kac                  | matemático                            | Polónia                               | n. 1914 Prémio George David Birkhoff 1978                                                  | [ 11 ]                   |
| 27 de outubro   | Ruy Luís Gomes            | matemático                            | Portugal                              | n. 1905                                                                                    |                          |
| 4 de novembro   | Norman Geschwind          | neurologista                          | Estados Unidos                        | n. 1926                                                                                    |                          |
| 28 de novembro  | Martin W. Johnson         | professor e oceanógrafo               | Estados Unidos                        | n. 1893                                                                                    |                          |
| ??              | Albert Arnulf             | engenheiro óptico, professor e físico | França                                | n. 1898                                                                                    |                          |

## Prémios

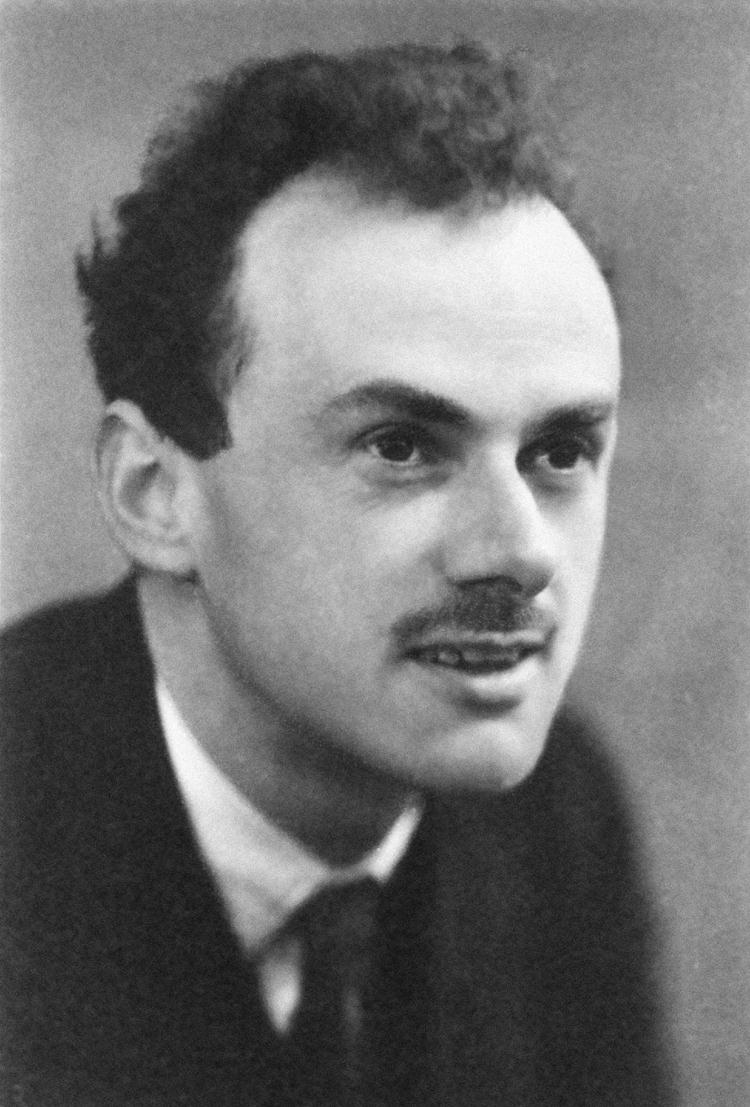
Paul Dirac
(1902 - 1984)

### Medalha Albert Einstein
- Victor Weisskopf[12]

### Medalha Arthur L. Day
- Wallace S. Broecker[13]

### Medalha Bruce
- Olin C. Wilson[7]

### Medalha Copley
- Subrahmanyan Chandrasekhar[10]

### Medalha Darwin
- Ernst Mayr[14]

### Medalha Davy
- Sam Edwards[15]

### Medalha Edison IEEE
- Eugene I. Gordon[16]

### Medalha Guy
- ouro - H.E. Daniels[17]
- prata - J.C. Gittins[18]
- bronze - Bernard Silverman[19]

### Medalha de Honra IEEE
- Norman Foster Ramsey[20]

### Medalha Hughes
- Roy Kerr[8]

### Medalha Lobachevsky
- Herbert Busemann[21]

### Medalha Lyell
- Douglas James Sheannan[22]

### Medalha Max Planck
- Res Jost[6]

### Medalha Murchison
- James Christopher Briden[23]

### Medalha Oersted
- Frank Oppenheimer[24]

### Medalha de Ouro Lomonossov
- Nikolai Bogoliubov[4] e Rudolf Ludwig Mössbauer[4]

### Medalha de Ouro da Royal Astronomical Society
- Stanley Keith Runcorn[25] e Jakow Borissowitsch Seldowitsch[25]

### Medalha Penrose
- Donald E. White[26]

### Medalha Real
- Cullen, Alexander LambAlexander Lamb Cullen,[9] Mary Lyon[9] e Alan Battersby[9]

### Medalha Rumford
- Harold Hopkins[27]

### Medalha Theodore von Karman
- Stephen Harry Crandall[28]

### Medalha Timoshenko
- Joseph Keller[29]

### Medalha William Bowie
- Marcel Nicolet[30]

### Medalha Wollaston
- Kenneth J. Hsu[3]

### Prémio Ferreira da Silva
- Sebastião Formosinho e António de Vasconcelos Xavier(ex aequo)[31]

### Prémio Nobel
- Física — Carlo Rubbia[2] e Simon van der Meer.[2]
- Química — Robert Bruce Merrifield.[32]
- Medicina — Niels Jerne,[33] Georges Köhler[33] e César Milstein.[33]
- Economia — Richard Stone.[34]

### Prémio Turing
- Niklaus Wirth[35]

### Prémio Wolf de Matemática 1983/1984
- Paul Erdős[36]

### Prémio Wolf da Química
- Rudolph Arthur Marcus[32]